# صهريج كندر 2
صهريج كندر 2 (بالفارسية: آب‌انبار کندر ۲) هو صهريج تاريخي يعود إلى عصر الدولة البهلوية، ويقع في مقاطعة خليل أباد، مدينة کندر.